# Frank Scalise
Francesco Scalise plus connus sous le nom de Frank Scalise et aussi connu sous le nom de Don Cheech et de "Wacky" surnom donné par Albert Anastasia, est né à Palerme en Italie en 1893  et mort à New-York le 17 juin 1957, était un parrain de la Famille Gambino en 1931 sous le règne de Salvatore Maranzano.
En partenariat avec Lucky Luciano et Frank Costello, Scalise rejoignit l'organisation d'Albert Anastasia durant la prohibition. Il prit du galon durant la Guerre des Castellammarese, il devint Underboss.
Après la prohibition il se tourna vers le trafic de drogue avec Luciano. Le 17 juin 1957 il est abattu devant un stand de fruit par un tueur inconnu.
Sa mort a inspiré une scène du film Le Parrain, lorsque Vito Corleone alias Marlon Brando est atteint par plusieurs balles devant un stand de fruit.